# Gianfranco Blasi

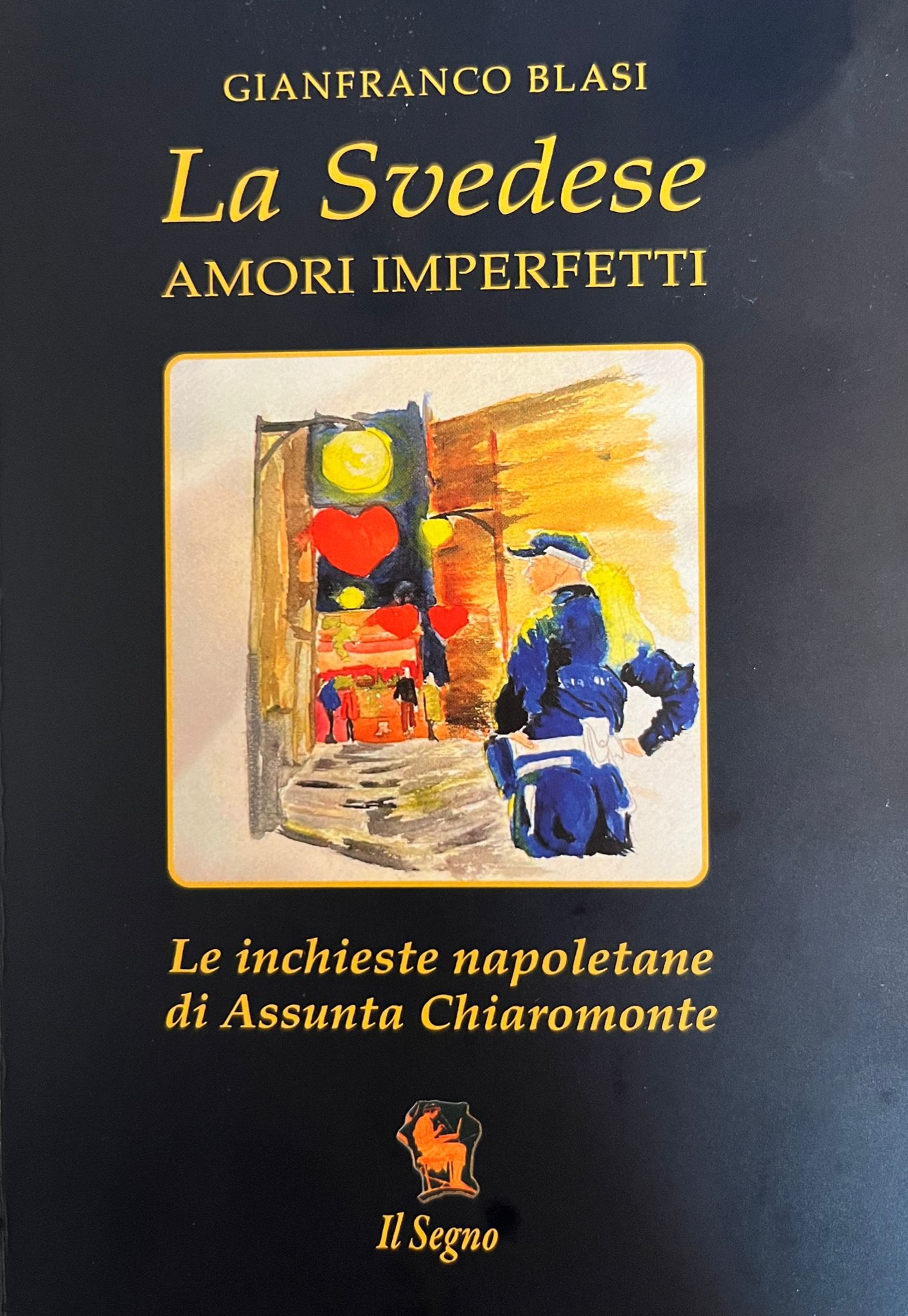
La Svedese

Gianfranco Blasi (Potenza, 29 maggio 1958) è un funzionario, politico e poeta italiano.

## Biografia
Nato a Potenza il 29 maggio del 1958, nel giorno in cui la sua città celebra la famosa Sfilata dei turchi, di formazione cattolico liberale (Ex Allievo Salesiano), è stato dirigente della Democrazia Cristiana con incarichi prima nel giovanile e poi a livello cittadino e provinciale.
Tra i fondatori, agli inizi degli anni Novanta, del "Logos Polis Consortium", Consorzio Europeo fra Imprese, Università e Centri di ricerca, è stato funzionario della Regione Basilicata, distaccato presso la Segreteria Politica della Presidenza della Commissione Bilancio del Consiglio Regionale e, dal 2006, ricopre l'incarico di Direttore scientifico del Centro Studi e Ricerche sul Mezzogiorno, che si occupa di editoria e storia del Mezzogiorno, programmazione territoriale, progetti di sviluppo e ricerca particolarmente legati ai fattori dell'innovazione tecnologica. Attualmente insegna giornalismo e scrittura creativa in master di alta formazione. 
È stato con Forza Italia più volte consigliere regionale in Basilicata, consigliere comunale a Potenza e parlamentare con diversi incarichi.  
Nel 2004 è stato coinvolto in una inchiesta giudiziaria. Successivamente, prima il Tribunale per il Riesame di Potenza e poi la Corte di cassazione annullarono i capi di imputazione che lo riguardavano e, nel 2006, fu prosciolto e la sua posizione archiviata. Proprio le questioni giudiziarie e il conflitto culturale conseguente lo hanno allontanato da Silvio Berlusconi nel 2007. Ha continuato a fare politica fino al 2018. 

### Vita privata
Gianfranco Blasi è sposato ed è padre di tre figli.

## Attività politica
Tra i fondatori di Forza Italia in Basilicata, dal 1995 e per due legislature è stato Consigliere Regionale, con l'incarico di Vicepresidente del Consiglio Regionale e successivamente Presidente della Commissione Speciale per la Riforma dello Statuto.
Nel 1999, candidato Sindaco di Potenza per il centro-destra, ha ricoperto anche l'incarico di Consigliere Comunale, mentre dal 2001 al 2006 è stato Parlamentare della Repubblica presso la Camera dei Deputati, eletto nella Circoscrizione della Basilicataː in questo ambito, nel 2002 è stato correlatore per le Commissioni Bilancio e Finanze, con Giorgio La Malfa, nell'inchiesta sull'introduzione dell'Euro in Italia e, nel 2003, relatore della Finanziaria dello Stato per il 2004.
Ha ricoperto l'incarico di Responsabile Nazionale di Forza Italia per il Mezzogiorno (2003-2006). In questi anni, ebbe molto rilievo mediatico la sua battaglia contro il governo Berlusconi (2003) che voleva attivare il sito unico delle scorie nucleari a Scanzano Jonico nel Metapontino.
È stato tra gli ideatori dell'Associazione Parlamentare sul Principio di sussidiarietà, che si prefigge di introdurre il Principio suddetto nella Costituzione, nella Legislazione Nazionale, in quelle Regionali e negli Statuti pubblici centrali e territoriali.
È stato fondatore (2008), con Vincenzo Scotti e Antonio Milo, del movimento politico L'Italia di Centro e nel 2011, insieme a Gianfranco Miccichè, del partito Grande Sud di cui è stato segretario nazionale per l'organizzazione territoriale. Componente della direzione nazionale di Fratelli d'Italia dal 2015 al 2018.
Nel 2013 è candidato al Senato come capolista di Grande Sud in Basilicata, tuttavia non viene eletto e, nel 2014, è protagonista di una vera e propria svolta politica, quando si vota a Potenza per il rinnovo dell'amministrazione comunale. Nasce una coalizione che appare minoritaria, persino senza l'appoggio di Forza Italia e Ncdː solo Fratelli d'Italia, i Popolari per l'Italia e alcuni movimenti civici sposano l'idea di Blasi e del leader regionale della destra lucana, Gianni Rosa, di candidare Dario De Luca, che arriva al ballottaggio con il candidato del Pd Petrone e diventerà il primo sindaco di centro destra della città di Potenza, anche se non sorretto da una maggioranza in consiglio comunale, evocando la cosiddetta "anatra zoppa".     Nel 2013 ri-aderisce a Forza Italia, partito in cui è confluito Grande Sud, ma già nel 2014 passa a Fratelli d'Italia. È portavoce dell'Associazione degli ex Consiglieri Regionali e Parlamentari di Basilicata

## Attività professionale e pubblicazioni
Dal 1990 al '94 ha ricoperto l'incarico di Segretario Regionale della Cisl Funzione Pubblica di Basilicata.
È stato cofondatore, con il direttore del Centro di Astronomia di Capodimonte (NA) e il Sindaco di Castelgrande (PZ) e con il contributo scientifico dell'INFAF, dell'Osservatorio Astronomico di Castelgrande (FOAC), di cui è stato Presidente dal 2003 al 2005.
Dal 2008 al 2012 è stato componente del Consiglio di Amministrazione della Società Energetica Lucana (Sel), Società in House della Regione Basilicata. In quella sede si è occupato di comunicazione e formazione ed ha realizzato progetti integrati per le Scuole sui temi dell'efficientamento energetico e sullo sviluppo delle fonti pulite.
Giornalista, ha fondato due riviste: il settimanale Il Balcone del Conte e il mensile CentoxCento Magazine di cui è ancora direttore responsabile, oltre a scrivere diversi saggi e libri di attualità economica e politica. Nel 2006 il libro Il partito lucano d'azione di Michele Strazza e Fabio Settembrino (Edizioni Sud'Altro), con la prefazione di Gianfranco Blasi, riceve una menzione speciale al Premio Letterario Basilicata.
Poeta, si ispira ad un filone letterario nato negli Stati Uniti e in Inghilterra nei primi anni del 900' (Imagismo), i cui principali interpreti furono Ezra Pound e James Joyce. La sua poesia è legata più che alla rima al ritmo delle parole e alla capacità delle stesse di evocare immagini. Vincitore del premio Thalia 1999 ( Gianfranco Blasi, ...e io plano, Anzi (PZ), Erreci Edizioni, 1998.), è autore proprio di uno studio-confronto sulla poetica di Ezra Pound ( Gianfranco Blasi, Per ogni visione: un canto, Potenza (PZ), La Bottega della Stampa, 2001.).
Nel 2017 pubblica "La tua vera eredità, un saggio sul cristianesimo a partire dalla propria esperienza di fede. Nel 2018, e poi in ristampa nel 2019, esce il romanzo storico "La croce diversa", un successo editoriale e di critica. Nel 2021 le novelle sull'amore con a tema una canzone, raccolte in "My Generation. Tutti e tre i volumi editi da Universo  Sud, di cui Blasi è stato fino al 2022 direttore editoriale. E' stato curatore di molti volumi di autori e poeti lucani, membro di giurie locali e nazionali di poesia. Da alcuni anni può vantarsi del titolo di Accademico Tiberino.

## Bibliografia

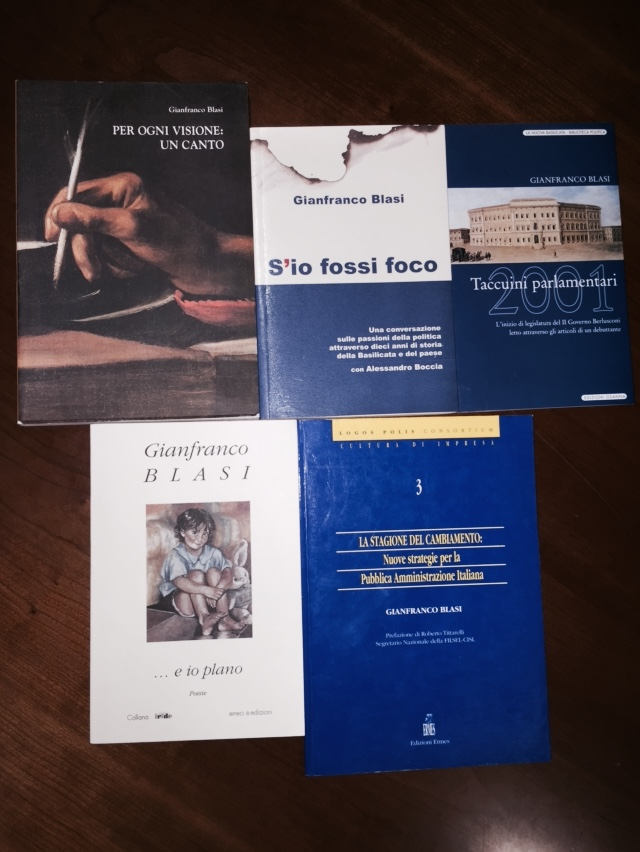
Prime di copertina di alcuni libri di G. Blasi